# Jonathan Joss
Jonathan Joss Gonzales (22. prosince 1965 San Antonio – 1. června 2025 tamtéž) byl americký herec a hudebník. Proslavil se dabingovou rolí Johna Redcorna v seriálu Tatík Hill a spol. a náčelníka Kena Hotateho v seriálu Odbor městské zeleně.

## Životopis
Jonathan Joss se narodil v San Antoniu v Texasu, kde absolvoval střední školu a později se zapsal na Texaskou státní univerzitu v San Marcosu, kterou však předčasně opustil. Později navštěvoval San Antonio College a poté vystudoval Our Lady of the Lake University.
Ve 2. až 13. sérii animovaného seriálu Tatík Hill a spol. namluvil postavu Johna Redcorna. Roli převzal po smrti Victora Aarona. Ztvárnil také epizodní roli náčelníka Kena Hotateho v seriálu Odbor městské zeleně.
Rovněž působil jako hudebník a vystupoval ve skupině The Red Corn Band, což je odkaz na postavu, kterou namluvil v seriálu Tatík Hill a spol.
Během požáru dne 23. ledna 2025 přišel o svůj dům v San Antoniu a o své tři psy. Uvedl, že používal propanbutanový ohřívač načež opustil dům. V květnu 2025 uvedl, že dům byl podle něj zapálen úmyslně kvůli jeho homosexualitě.

### Smrt a vyšetřování
Dne 1. června 2025 se vrátil do svého vyhořelého domu, aby zkontroloval poštu. Mezi Jossem a sousedem došlo ke konfrontaci, která vyústila v Jossovo postřelení. Jossův manžel Tristan Kern de Gonzales uvedl, že muž před zahájením palby křičel homofobní urážky. Na místě byl prohlášen za mrtvého.
Podezřelý Sigfredo Alvarez Ceja byl krátce poté zatčen. Mezi oběma sousedy panovaly dlouholeté spory, které však dříve nevyústily v násilí. Policie byla několikrát přivolána kvůli hlášení o střelbě, trestné činnosti, vyhrožování a kontrole duševního zdraví. Následně bylo zveřejněno video z předchozího incidentu pořízené jiným sousedem, na němž Joss mává vidlemi a křičí. Sousedé uvedli, že z obou domů byla vypouštěna střelba a také že mezi nimi docházelo ke křiku.
Jossův manžel následně uvedl, že je různí lidé v okolí po léta slovně napadali homofobními urážkami a výhrůžkami, že zapálí jejich dům. Útok označil za homofobní zločin z nenávisti. Policejní vyšetřování však neshledalo důkazy, které by jeho slova potvrdily.
Těsně před svou smrtí uvedl, že bude pokračovat jako dabér v nových epizodách seriálu Tatík Hill a spol.

### Osobní život
Jonathan Joss byl Komanč a Apač z Bílé hory. Na Valentýna roku 2025 oženil se svým manželem Tristanem Kernem de Gonzalesem.

## Filmografie (výběr)

### Filmy
- 8 sekund (1994)
- Málem hrdinové (1998) – Bent Twig
- Pocahontas 2: Cesta domů (1998) – dabing
- Opravdová kuráž (2010)
- Sedm statečných (2016) – Denali
- Očista navždy (2021) – Robert Lightfoot

### Televize
- Walker, Texas Ranger (1994) – Raymond Firewalker
- Tatík Hill a spol. (1998–2009, 2025) – John Redcorn
- Odbor městské zeleně (2011–2015) – Ken Hotate
- Ray Donovan (2021) – Lou
- Král Tulsy (2022) – Bad Face